# Franciszków (Świdnik)
Pour les articles homonymes, voir Franciszków.
Franciszków (prononciation [franˈt͡ɕiʂkuf]) est un village de la gmina de Mełgiew du powiat de Świdnik dans la voïvodie de Lublin, situé dans l'est de la Pologne.
Il se situe à environ 3 kilomètres à l'est de Świdnik (siège du powiat) et 12 kilomètres à l'est de Lublin (capitale de la voïvodie).
Le village compte approximativement une population de 480 habitants.

## Histoire
De 1975 à 1998, le village est attaché administrativement à l'ancienne voïvodie de Lublin.

Depuis 1999, il fait partie de la nouvelle voïvodie de Lublin.